# Paul Tana
Paul Tana est un réalisateur, scénariste, producteur et acteur québécois né le 8 janvier 1947 à Ancône (Italie).

## Biographie
« C'est mon oncle qui a fait venir mon père au Canada. Il travaillait à l'ambassade canadienne à Rome. Nous étions très pauvres et, bien sûr, nous rêvions d'une vie meilleure. Je suis arrivé dans le port d'Halifax avec ma mère, en mai 1958. J'avais 11 ans. Nous avons effectué le parcours habituel : le bateau et les 24 heures de train jusqu'à Montréal. Mon père, qui exerçait le métier de cuisinier, était déjà au Canada depuis deux ans. C'est là, à la Gare centrale, que je l'ai revu après une si longue absence. C'était la première fois que l'on se retrouvait seuls, ma mère, mon père et moi alors qu'en Italie, on habitait avec mes oncles et mes grands-parents. On partageait un espace assez restreint... »
En 1980 dans son premier long métrage Les grands enfants il met en vedette un jeune Gilbert Sicotte. Par la suite,  5 ans après,  il tourne Café Italia dans lequel il alterne le documentaire à la fiction avec les comédiens Tony Nardi et Pierre Curzi. En 1992 avec La Sarrasine (présenté au festival de Berlin) il dirige encore une fois Tony Nardi mais aussi Gilbert Sicotte et Enrica Maria Modugno.  Dans  son dernier long-métrage, au titre La Déroute du 1998, le rôle du personnage principal sera encore une fois confié à Tony Nardi. 
Après La Deroute il se consacre entièrement à l'enseignement du cinéma à l'École des médias  de l'Université du Québec à Montréal où il a également dirigé la Chaire René-Malo en cinéma et en stratégies de production culturelle. Il revient à la réalisation en 2008, année dans laquelle il commence une trilogie documentaire sur les Italiens de Montréal qui se conclut en 2018 . En 2020, dans le 100 anniversaire de la naissance de Federico Fellini, Paul Tana  termine son documentaire Fellini premières fois, dans lequel il recueille les témoignages de plusieurs générations de réalisateurs et réalisatrices du Québec qui racontent leur première rencontre avec les films du grand maître du cinéma italien .

## Filmographie

### comme réalisateur
- 1980 : Les Grands enfants - Long de fiction
- 1985 : Caffè Italia Montréal - Long de docu-fiction
- 1992 : La Sarrasine - Long de fiction
- 1998 : La Déroute - Long de fiction
- 2008 : Souviens-toi de nous (ricordati di noi) - Court-métrage documentaire
- 2015 : Marguerita - Court-métrage documentaire
- 2018 : Le Figuier - Court-métrage documentaire
- 2020 : Fellini premières fois - Court-métrage documentaire
- 2025 : Pierino - Court-métrage documentaire (en production)

### comme scénariste
- 1980 : Les Grands enfants
- 1985 : Caffè Italia Montréal
- 1992 : La Sarrasine
- 1998 : La Déroute

### comme acteur
- 1970 : Ainsi soient-ils
- 1989 : Jésus de Montréal